# 1 января
1 января — 1-й день года  по григорианскому календарю.
До конца года остаётся 364 дня (365 дней в високосные годы).
До 15 октября 1582 года — 1 января по юлианскому календарю, с 15 октября 1582 года — 1 января по григорианскому календарю.
В XX и XXI веках соответствует 19 декабря по юлианскому календарю.

## Праздники и памятные дни
См. также: Категория:Праздники 1 января

### Международные
- Новый год по григорианскому календарю.
- Всемирный день мира (День всемирных молитв о мире).
- День общественного достояния.

### Национальные
- Куба — День освобождения.
- Камерун — День независимости.
- Литва — День флага Литвы.
- Словакия — День возникновения Словацкой республики.
- Чехия — День восстановления независимого чешского государства.

### Религиозные
Католицизм
 — Торжество Пресвятой Богородицы;
 — память святого Агриппина, епископа Августодунского (Отёнского);
 — память святого мученика Алмахия (Телемаха);
 — память святого Викентия Марии Страмби, епископа Мачератского и Толентинского;
 — память святого Вильгельма (Гийома) Дижонского;
 — память святой Евфросинии Александрийской, девы;
 — память святой мученицы Здиславы;
 — память Фульгенция Руспийского.
 Православие
 — Память мученика Вонифатия Тарсийского (290 год);
 — память праведной Аглаиды Римской (после 290 года);
 — память праведной Сусанны целомудренной (VII век до Р. Х.);
 — память мучеников Илии, Прова и Ариса, египтян (308 год);
 — память мученика Полиевкта и Тимофея диакона (IV век);
 — память святителя Григория, епископа Омиритского (около 552 года);
 — память святителя Вонифатия Милостивого, епископа Ферентийского (VI век);
 — мученика Трифона пресвитера;
 — память Евтихия, Фессалоники и с ними 200 мужей и 70 жён, мечём усечённых;
 — память преподобного Илии Муромца, Печерского чудотворца (около 1188 года).

### Именины
Католические: Агриппин, Алмахий, Бонфилий Мональд, Викентий-Мария Страмби, Вильгельм, Гуголин Евфросиния, Здислава, Иосиф Мария Томази, Клар, Конкордий, Кронан, Куан, Магн, Мартина, Мидвин, Мохуа, Одилон, Телемах, Устим, Фульгентий, Эвгенд, Эльван.
Православные: Аглаида, Арис, Вонифатий, Григорий, Илья, Олтуфий, Полиевкт, Пров, Сусанна, Тимофей, Трифон, Фессалоника.

## События
См. также: Категория:События 1 января
- В России и в некоторых других странах начинается финансовый год.

### До нашей эры
- 154 год до н. э. — в Древнем Риме день начала годового консульства был перенесён на 1 января.
- 104 год до н. э. — римский консул Гай Марий провёл по Риму пленённого царя Нумидии Югурту.
- 45 год до н. э. — введён юлианский календарь.

### До XVIII века
- 49 — Агриппина Младшая вышла замуж за Клавдия.
- 466 — Лю Юй становится императором Южной Сун после убийства своего племянника императора Лю Цзые.
- 1501 — конец инкунабул, печатных изданий в Европе, вышедших с момента изобретения книгопечатания. С этого дня европейские печатные книги условно называются палеотипами.
- 1515 — Франциск I становится королём после смерти своего тестя Людовика XII, не оставившего иных наследников.
- 1622 — папская канцелярия приняла решение считать началом года 1 января (ранее год начинался 25 марта)[7].

### XVIII век
- 1709 — битва при Сент-Джонсе в Войне королевы Анны.
- 1751 — напечатан первый том «Энциклопедии, или Толкового словаря наук, искусств и ремесел», изданный Дени Дидро и Жаном Лероном Д’аламбером.
- 1785 — вышел первый номер старейшей лондонской ежедневной газеты The Daily Universal Register (в 1788 году переименована в The Times).
- 1788 — вышел первый номер английской газеты The Times.
- 1793 — Великая французская революция: декретом Конвента создан Комитет национальной охраны, преобразованный 6 апреля того же года в Комитет общественного спасения.

### XIX век
- 1801:
  - астрономом из Палермо Джузеппе Пьяцци был открыт первый астероид Церера (в 2006 году классифицирована как карликовая планета);
  - с началом этого дня вступил в силу акт об унии и начало существование Соединённое королевство Великобритании и Ирландии.
- 1804 — провозглашена независимость Гаити.
- 1806 — во Франции начал действовать григорианский календарь, сменивший республиканский.
- 1810
  - парижский лавочник Жан Мариус получил королевскую привилегию на изготовление складных зонтов[8].
  - В России был учреждён Госсовет.
- 1813 — Начался заграничный поход русской армии.
- 1839 — В Санкт-Петербурге был выпущен первый номер журнала «Отечественные записки».
- 1858 — Почта Российской империи начала пользоваться марками.
- 1862:
  - начало экспедиции в Ромни (Гражданская война в США);
  - Александр II «впредь до пересмотра университетского устава» закрыл Петербургский университет.
- 1863 — в США Авраамом Линкольном был издан манифест об освобождении рабов.
- 1873 — в Японии принят григорианский календарь.
- 1874 — в России был издан Манифест о введении всеобщей воинской повинности и Устав воинской повинности.
- 1877 — королева Великобритании Виктория была провозглашена императрицей Индии.
- 1886 — Англия захватила Бирму.

### XX век
- 1901 — Австралия стала доминионом Британии.
- 1905 — основан «Индепендьенте», аргентинский футбольный клуб, рекордсмен по числу завоёванных Кубков Либертадорес.
- 1909 — в Великобритании были проведены первые выплаты пенсий.
- 1912 — в Нанкине была провозглашена Китайская республика.
- 1919 — образовалась Белорусская ССР.
- 1924 — вышел первый номер газеты «Красная звезда».
- 1925 — в Норвегии столица Христиания была переименована в Осло.
- 1926 — в Ленинграде по городскому радиовещанию начата передача сигналов точного времени.
- 1930 — в Египте после победы на выборах националистической партии Вафд Нахас-паша было сформировано правительство.
- 1932 — открыт Нижегородский автомобильный завод им. Молотова (позднее Горьковский автомобильный завод — «ГАЗ»).
- 1935 — в Турции были введены фамилии и отменены титулы.
- 1942 — 26 государств подписали Вашингтонскую Декларацию, была образована антигитлеровская коалиция.
- 1944 — в ночь на 1 января впервые прозвучал государственный гимн СССР на музыку Александра Александрова.
- 1946 — император Японии Хирохито отрёкся от своего божественного статуса.
- 1947 — Новогодний праздник в СССР впервые отмечался как нерабочий день.
- 1956 — Судан получил независимость от Египта и Великобритании.
- 1958 — начало работу Европейское экономическое сообщество.
- 1959 — революционные войска под руководством Фиделя Кастро вошли в столицу Кубы Гавану. Свержение диктатора Батисты.
- 1960:
  - в Израиле произошла малая денежная реформа, одна израильская лира стала делиться не на 1000 прутот, а на 100 агор;
  - Камерун получил независимость от Франции.
- 1961 — в СССР была проведена денежная реформа (десятикратная деноминация рубля)
- 1962 — Западное Самоа получило независимость от Новой Зеландии.
- 1968 — впервые вышла в эфир программа «Время».
- 1969 — состоялась премьера первого выпуска мультфильма «Ну, погоди!».
- 1970 — эпоха Unix.
- 1973 — Великобритания, Ирландия и Дания стали членами Европейского союза.
- 1976 — катастрофа Boeing 720 под Эль-Кайсумой, 81 погибший.

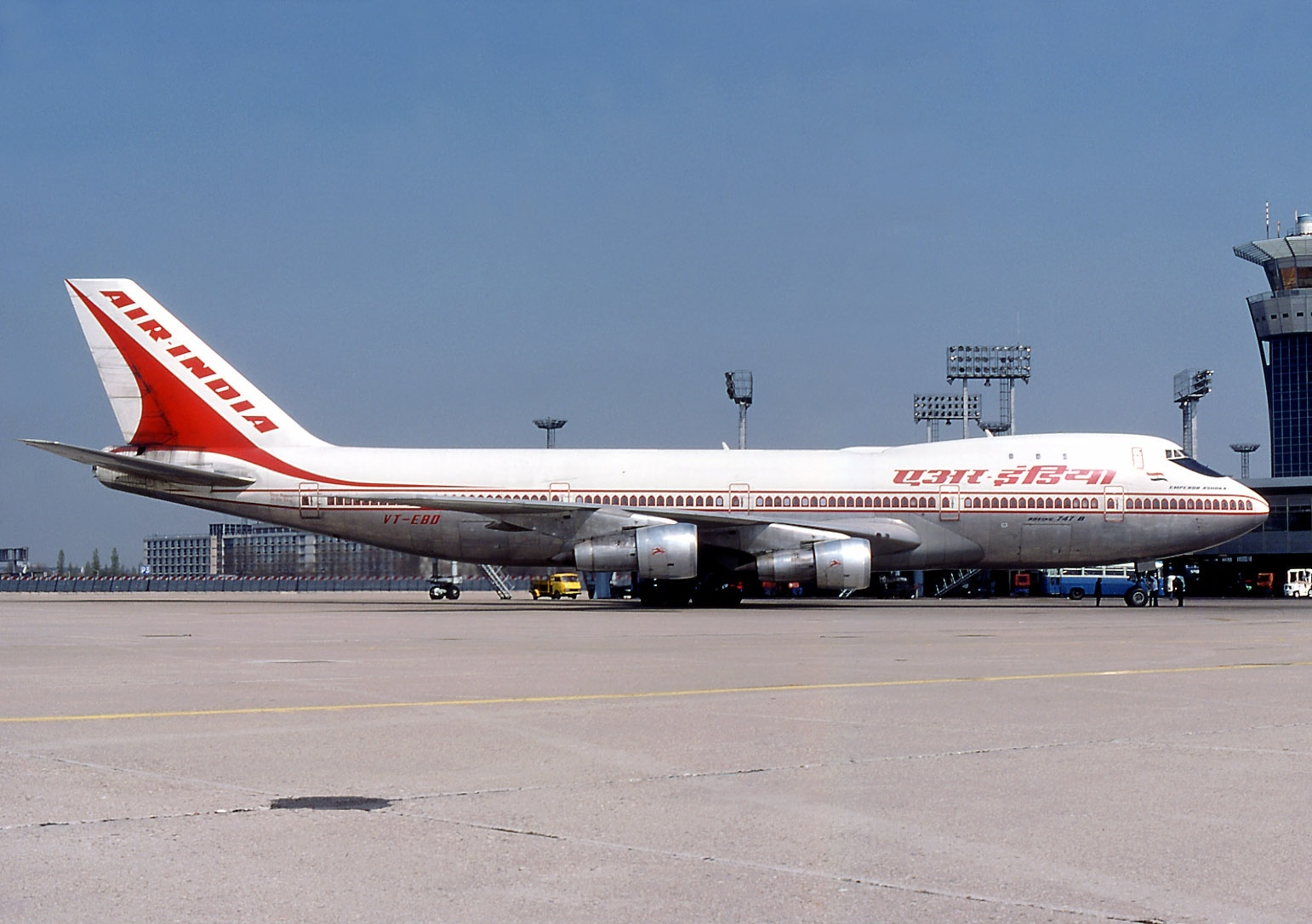
Разбившийся под Бомбеем Boeing 747

- 1978 — катастрофа Boeing 747 под Бомбеем, погибли 213 человек.
- 1981 — Греция принята в Европейское экономическое сообщество.
- 1983 — ARPANET сменила основной протокол с NCP на TCP/IP, что и привело к появлению современного Интернета.
- 1984 — Бруней получил независимость от Великобритании.
- 1985 — вблизи Ла-Паса потерпел крушение самолёт Boeing 727, погибли 29 человек. Самое высокое место авиакатастрофы в истории — 6 километров над уровнем моря.
- 1992 — Сербия и Хорватия согласились с планом размещения сил ООН в регионе.
- 1993 — Чехия и Словакия стали самостоятельными государствами.
- 1995 — Австрия, Финляндия и Швеция присоединились к Европейскому союзу.
- 1998 — в России проведена деноминация, вновь была введена в обращение копейка.
- 1999 — создана еврозона, евро введён в безналичных расчётах.

### XXI век
- 2002 — евро введён в наличных расчётах.
- 2006 — на карте США появился новый консолидированный город Хелена — Уэст-Хелена образованный при слиянии двух городов Арканзаса — Хелены и Западной Хелены[англ.][9].
- 2007:
  - Пан Ги Мун стал 8-м генеральным секретарём ООН;
  - Болгария и Румыния вошли в состав Европейского союза;
  - Словения вошла в зону евро;
  - катастрофа Боинга-737 над Сулавеси;
  - Эвенкийский и Таймырский автономные округа вошли в состав Красноярского края.
- 2008 — Мальта и Кипр вошли в еврозону.
- 2009:
  - Словакия вошла в еврозону;
  - пожар в ночном клубе в Бангкоке, 66 погибших.
- 2011 — Эстония вошла в еврозону.
- 2013 — давка на стадионе Уфуэ-Буаньи (Кот-д’Ивуар) после новогоднего фейерверка, погибли не менее 60 человек.
- 2014 — Латвия вошла в еврозону.
- 2015:
  - Литва вошла в еврозону;
  - вступил в силу договор о создании Евразийского экономического союза.
- 2017:
  - Антониу Гутерреш вступил в должность Генерального секретаря ООН;
  - нападение на ночной клуб в Стамбуле, 39 погибших.
- 2023 — Хорватия вошла в еврозону.
- 2024 — непризнанная Нагорно-Карабахская Республика прекратила существование.
- 2025 — Болгария и Румыния вошли в шенгенскую зону[10].

## Родились
См. также: Родившиеся 1 января

### До XIX века
- 906 — Абу Тахир аль-Джаннаби (ум. 944), правитель государства карматов, возглавивший в 930 году разграбление Мекки.
- 1431 — Александр VI (в миру Родриго Борджиа; ум. 1503), 214-й папа римский (1492—1503).
- 1449 — Лоренцо де Медичи (ум. 1492), правитель Флоренции, покровитель художников и литераторов.
- 1467 — Сигизмунд I Старый (ум. 1548), великий князь литовский и король польский (с 1506).
- 1484 — Ульрих Цвингли (убит в 1531), деятель Реформации в Швейцарии, основатель цвинглианства.
- 1557 — Иштван Бочкаи (отравлен в 1606), князь Трансильвании (1605—1606).
- 1714 — Кристионас Донелайтис (ум. 1780), зачинатель литовской художественной литературы, поэт, лютеранский пастор.
- 1730 — Арчибальд Буллок (ум. 1777), первый губернатор Джорджии.
- 1751 — Бенжамин Уильямс (ум. 1814), американский политик и военный, губернатор Северной Каролины.
- 1752 — Бетси Росс (ум. 1836), швея из Филадельфии, сшившая, согласно легенде, первый американский флаг.
- 1767 — Мария Эджуорт (ум. 1849), ирландская писательница, эссеист, публицист.

### XIX век
- 1819 — Артур Хью Клаф (ум. 1861), английский поэт.
- 1823 — Шандор Петёфи (наст. имя Александр Петрович; ум. 1849), венгерский поэт, один из лидеров революции 1848—1849 гг.
- 1831 — Иван Вышнеградский (ум. 1895), русский учёный-механик, кибернетик, министр финансов России (1887—1892).
- 1836 — Зыгмунт Падлевский (расстрелян в 1863), польский революционер, один из руководителей восстания 1863 года.
- 1854 — Джеймс Джордж Фрэзер (ум. 1941), британский антрополог, этнолог, культуролог, исследователь истории религии.
- 1863:
  - Рудольф Блауманис (ум. 1908), латышский писатель-прозаик и драматург;
  - Пьер де Фреди, барон де Кубертен (ум. 1937), французский историк, педагог, литератор, основатель современного олимпийского движения.
- 1864 — Альфред Стиглиц (ум. 1946), американский фотограф, галерист и меценат, мастер пикториализма.
- 1871 — Хюгель, Густав (ум. 1953), австрийский фигурист, выступавший в одиночном катании. Трёхкратный чемпион мира (1897, 1899 и 1900 годы), чемпион Европы 1901 года.
- 1873 — Мариано Асуэла (ум. 1952), мексиканский писатель, литературный критик, политик и врач.
- 1879:
  - Уильям Фокс (при рожд. Вильмош Фрид; ум. 1952), продюсер, один из пионеров американской кинематографии;
  - Эдвард Морган Форстер (ум. 1970), английский писатель.
- 1883 — Уильям Джозеф Донован (ум. 1959), американский юрист, дипломат, сотрудник спецслужб.
- 1886 — Гарегин Нжде (ум. 1955), армянский политический и военный деятель.
- 1887 — Вильгельм Канарис (казнён в 1945), немецкий адмирал, начальник абвера (1935—1944).
- 1893 — Иван Панфилов (погиб в 1941), советский военный деятель, генерал-майор, Герой Советского Союза (посмертно).
- 1895 — Эдгар Гувер (ум. 1972), американский криминалист, адвокат, политический деятель, основатель ФБР.
- 1898 — Виктор Ульман (убит в 1944), чешский композитор, дирижёр.
- 1899 — Джек Бересфорд (ум. 1977), британский гребец, трёхкратный олимпийский чемпион по академической гребле.

### XX век
- 1909 — Степан Бандера (убит в 1959), глава Организации украинских националистов.
- 1912:
  - Борис Гнеденко (ум. 1995), советский математик, академик АН УССР;
  - Ким Филби (наст. имя Гарольд Адриан Рассел Филби; ум. 1988), британский разведчик, агент советской разведки.
- 1914 — Фарид Яруллин (погиб в 1943), татарский советский композитор.
- 1917 — Эрвин Аксер (ум. 2012), польский театральный режиссёр и педагог.
- 1918 — Вилли ден Ауден (ум. 1997), нидерландская пловчиха, олимпийская чемпионка (1936).
- 1919:
  - Игорь Владимиров (ум. 1999), актёр и режиссёр театра и кино, педагог, народный артист СССР;
  - Даниил Гранин (наст. фамилия Герман; ум. 2017), советский и российский писатель, киносценарист, общественный деятель;
  - Рокки Грациано (ум. 1990), американский боксёр и актёр;
  - Джером Дэвид Сэлинджер (ум. 2010), американский писатель.
- 1924:
  - Владимир Ефетов (ум. 2013), советский и украинский учёный, хирург-онколог.
  - Чарльз Мангер (ум. 2023), американский адвокат, экономист и профессиональный инвестор.
  - Франсиско Масиас Нгема (казнён в 1979), первый президент Экваториальной Гвинеи (1968—1979), диктатор.
- 1925 — Вениамин Баснер (ум. 1996), композитор, народный артист РСФСР.
- 1926 — Казис Петкявичюс (ум. 2008), советский баскетболист.
- 1927 — Морис Бежар (наст. имя Морис Жан Берже; ум. 2007), французский танцовщик, балетмейстер, театральный и оперный режиссёр, хореограф.
- 1930 — Анатолий Жигулин (ум. 2000), советский и российский поэт, писатель-прозаик.
- 1931:
  - Сергей Адян (ум. 2020), советский и российский математик, академик РАН;
  - Анатолий Ромашин (ум. 2000), актёр театра, кино и дубляжа, кинорежиссёр, педагог, народный артист РСФСР.
- 1933:
  - Армен Абагян (ум. 2005), советский и российский учёный в области атомной энергетики, член-корреспондент РАН;
  - Форд Конно, американский пловец, двукратный олимпийский чемпион (1952);
  - Джо Ортон (убит в 1967), британский актёр и драматург.
- 1936 — Клод Ажеж, французский лингвист, востоковед.
- 1938 — Фрэнк Ланджелла, американский актёр театра и кино, лауреат четырёх премий «Тони».
- 1939 — Мишель Мерсье (наст. имя Жослин Ивонн Рене Мерсье), французская актриса кино и телевидения.
- 1940 — Хуссейн Рашид Мухаммед аль-Тикрити, иракский политический и военный деятель
- 1942:
  - Юрий Владимиров (ум. 2025), советский и российский артист балета, педагог. Народный артист СССР (1987).
  - Александр Петрушенко (ум. 1992), советский военный лётчик и космонавт-испытатель;
  - Геннадий Сарафанов (ум. 2005), лётчик-космонавт СССР, Герой Советского Союза;
  - Алассан Уаттара, президент Кот-д’Ивуара (с 2011).
  - Сергей Шакуров, актёр театра и кино, телеведущий, народный артист РСФСР.
- 1944 — Мохаммад Абдул Хамид, президент Бангладеш (с 2013 по 2023 год).
- 1945 — Жаки Икс, бельгийский автогонщик, двукратный вице-чемпион мира в классе «Формула-1».
- 1946 — Роберто Ривелино, бразильский футболист, чемпион мира 1970 года.
- 1947:
  - F. R. David (наст. имя Эли Робер Фитусси), англоязычный французский певец тунисского происхождения;
  - Владимир Титов, советский и российский космонавт, Герой Советского Союза.
- 1948 — Павел Грачёв (ум. 2012), генерал армии, министр обороны России (1992—1996), Герой Советского Союза.
- 1949:
  - Абдумалик Абдулладжанов, премьер-министр Таджикистана (1992—1993);
  - Николай Москаленко (ум. 2004), советский космонавт и лётчик-испытатель;
  - Алимжан Тохтахунов, российский предприниматель, меценат.
- 1951 — Николай Аброськин, советский и российский военный и государственный деятель.
- 1953 — Али Аббасов, азербайджанский политик и общественный деятель, профессор в области информатики, академик.
- 1956:
  - Сергей Авдеев, российский космонавт, Герой Российской Федерации;
  - Кристин Лагард, директор-распорядитель Международного валютного фонда (2011—2019);
  - Василий Первухин, советский и российский хоккеист.
  - Зиад Рахбани (ум. 2025), ливанский композитор, пианист, певец, драматург, поэт, левый активист и политический публицист.
- 1959 — Панайотис Яннакис, греческий баскетболист, чемпион Европы (1987).
- 1960 — Георгий Делиев, актёр и режиссёр комик-труппы «Маски», музыкант, художник, народный артист Украины.
- 1961 — Сергей Глазьев, российский экономист и политик, академик РАН.
- 1968: 
  - Рик Джордан (наст. имя Хендрик Штедлер), немецкий музыкант, композитор, один из основателей и бывший участник техно-группы Scooter;
  - Давор Шукер, югославский и хорватский футболист, лучший бомбардир в истории сборной Хорватии, спортивный функционер.
- 1970 — Сергей Кирьяков, советский и российский футболист и тренер.
- 1971 — Бобби Голик, чешский и американский хоккеист, двукратный обладатель Кубка Стэнли.
- 1972 — Лилиан Тюрам, французский футболист, чемпион мира и Европы.
- 1975 — Эйитиро Ода, мангака, автор манги One Piece.
- 1976 — Латаша Харлинс (убита в 1991), американская девочка-подросток, убийство которой привело к бунту в Лос-Анджелесе в 1992 году.
- 1977 — Инна Маликова, российская певица, музыкальный продюсер, актриса, телеведущая, заслуженная артистка РФ.
- 1980 — Марк Николс, канадский кёрлингист, олимпийский чемпион (2006).
- 1981 — Младен Петрич, хорватский футболист.
- 1982 — Давид Налбандян, аргентинский теннисист, бывшая третья ракетка мира.
- 1983:
  - Пак Сон Хён, южнокорейская спортсменка, трёхкратная олимпийская чемпионка по стрельбе из лука;
  - Мелани Уокер, ямайская легкоатлетка, олимпийская чемпионка и чемпионка мира в барьерном беге.
- 1984 — Паоло Герреро, перуанский футболист.
- 1985:
  - Стивен Дэвис, североирландский футболист, рекордсмен среди всех британских футболистов по матчам за национальную сборную;
  - Тьяго Сплиттер, бразильский баскетболист, чемпион НБА (2014).
- 1986:
  - Пабло Куэвас, уругвайский теннисист;
  - Колин Морган, британский актёр.
- 1987:
  - Мерил Дэвис, американская фигуристка (танцы на льду), олимпийская чемпионка (2014), чемпионка мира (2011, 2013);
  - Патрик Хёрнквист, шведский хоккеист, чемпион мира (2018).
- 1992:
  - Джек Уилшир, английский футболист;
  - Хэ Кэсинь, китайская гимнастка, двукратная олимпийская чемпионка (2008), чемпионка мира.
- 1993 — Сифан Хассан, нидерландская бегунья эфиопского происхождения, двукратная олимпийская чемпионка (2020).
- 1995 — Сердар Азмун, иранский футболист туркменского происхождения.
- 1997 — Гонсало Монтиэль, аргентинский футболист, чемпион мира (2022).

### XXI век
- 2001 — Энгаури Райс, австралийская актриса.
- 2003 — Дарья Трубникова, российская гимнастка.

## Скончались
См. также: Категория:Умершие 1 января

### До XIX века
- 466 — убит Лю Цзые (р. 449), 6-й император Южной Сун.
- 1432 — Александр I Добрый (р. XIV век), молдавский господарь.
- 1515 — Людовик XII (р. 1462), король Франции (1498—1515).
- 1560 — Иоахим дю Белле (p. 1522, по др. данным — 1525), французский поэт.
- 1573 — Малюта Скуратов, думный боярин, любимый опричник и помощник Ивана Грозного.
- 1748 — Иоганн Бернулли (p. 1667), швейцарский математик и механик.
- 1793 — Франческо Гварди (р. 1712), итальянский художник, представитель венецианской школы ведутистов.

### XIX век
- 1817 — Мартин Генрих Клапрот (p. 1743), немецкий химик.
- 1838 — Наталья Голицына (р. 1741), фрейлина «при дворе четырёх императоров», прототип главной героини повести А. С. Пушкина «Пиковая дама».
- 1862 — Михаил Остроградский (р. 1801), российский математик и механик украинского происхождения.
- 1881 — Луи Огюст Бланки (р. 1805), французский революционер, коммунист-утопист.
- 1894 — Генрих Герц (р. 1857), немецкий физик.

### XX век
- 1909 — Николай Каразин (р. 1842), русский художник-баталист и писатель.
- 1917 — Владимир Снегирёв (р. 1847), русский врач, один из основоположников отечественной гинекологии.
- 1931 — Мартин Бейеринк (р. 1851), голландский микробиолог и ботаник, основатель вирусологии.
- 1939 — Георгий Чулков (р. 1879), русский поэт, прозаик, переводчик, литературный критик.
- 1946 — погиб Александр Рёмин (р. 1910), советский футболист и хоккеист.
- 1953 — Хэнк Уильямс (р. 1923), американский исполнитель музыки кантри.
- 1958 — Эдвард Уэстон (р. 1886), американский фотограф.
- 1966 — Венсан Ориоль (р. 1884), французский политический и государственный деятель, 16-й президент Франции (1947—1954).
- 1972:
  - Владимир Чижевский (р. 1899), советский авиаконструктор;
  - Морис Шевалье (р. 1888), французский киноактёр и эстрадный певец.
- 1980 — Степан Щипачёв (р. 1899), русский советский поэт.
- 1981 — Артур Бергер (р. 1892), российский художник.
- 1984 — Алексис Корнер (р. 1928), английский блюзовый музыкант.
- 1992 — Грейс Хоппер (р. 1906), американский компьютерный учёный и военный деятель, контр-адмирал.
- 1995:
  - Юджин Вигнер (р. 1902), американский физик и математик, лауреат Нобелевской премии по физике (1963);
  - Фред Уэст (р. 1941), британский серийный убийца.
- 1996 — Эли Шехтман (р. 1908), еврейский писатель.
- 1998 — Оке Сейфарт (р. 1919), шведский конькобежец, олимпийский чемпион (1948).
- 2000 — Александр Соловьёв (р. 1952), советский и российский актёр и кинорежиссёр.

### XXI век
- 2004 — Евгений Мигунов (р. 1921), советский и российский художник-мультипликатор, иллюстратор и карикатурист.
- 2009 — Хелен Сазман (р. 1917), южноафриканский политик, борец против апартеида.
- 2010 — Лхаса де Села (р. 1972), канадская певица, автор песен.
- 2012 — Киро Глигоров (р. 1917), югославский и македонский государственный деятель, первый президент Республики Македонии (1991—1999).
- 2015 — Евгений Бачурин (р. 1934), советский и российский поэт, бард и художник.
- 2016 — Фазу Алиева (р. 1932), советская и российская поэтесса и прозаик.
- 2017 — Энтони Аткинсон (р. 1944), британский экономист, создатель индекса Аткинсона.
- 2019 — Крис Кельми (р. 1955), советский и российский певец, композитор, создатель группы «Рок-ателье».
- 2024
  - Никлаус Вирт (р. 1934), швейцарский информатик, программист, один из известнейших теоретиков в области разработки языков программирования.
  - Басдео Пандай (р. 1933), политический и государственный деятель Тринидада и Тобаго. Занимал должность премьер-министра страны (1995 — 2001).
- 2025 — Виктор Имантович Алкснис (р. 1950), советский и российский политический деятель, военнослужащий.